# Kjúšú J7W
Kjúšú J7W (japonsky: 震電, Šinden - Blesk) byl prototyp stíhacího letounu kachní koncepce japonského císařského námořního letectva, vyvíjeného v období druhé světové války.

## Vývoj

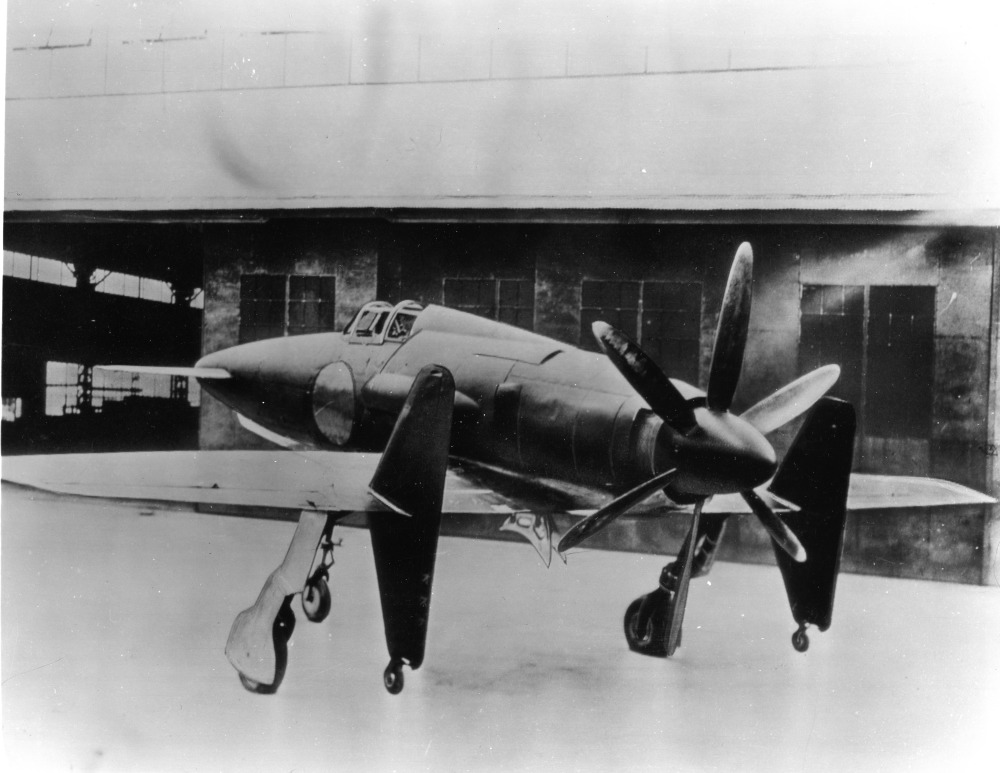
Kjúšú J7W1 Šinden

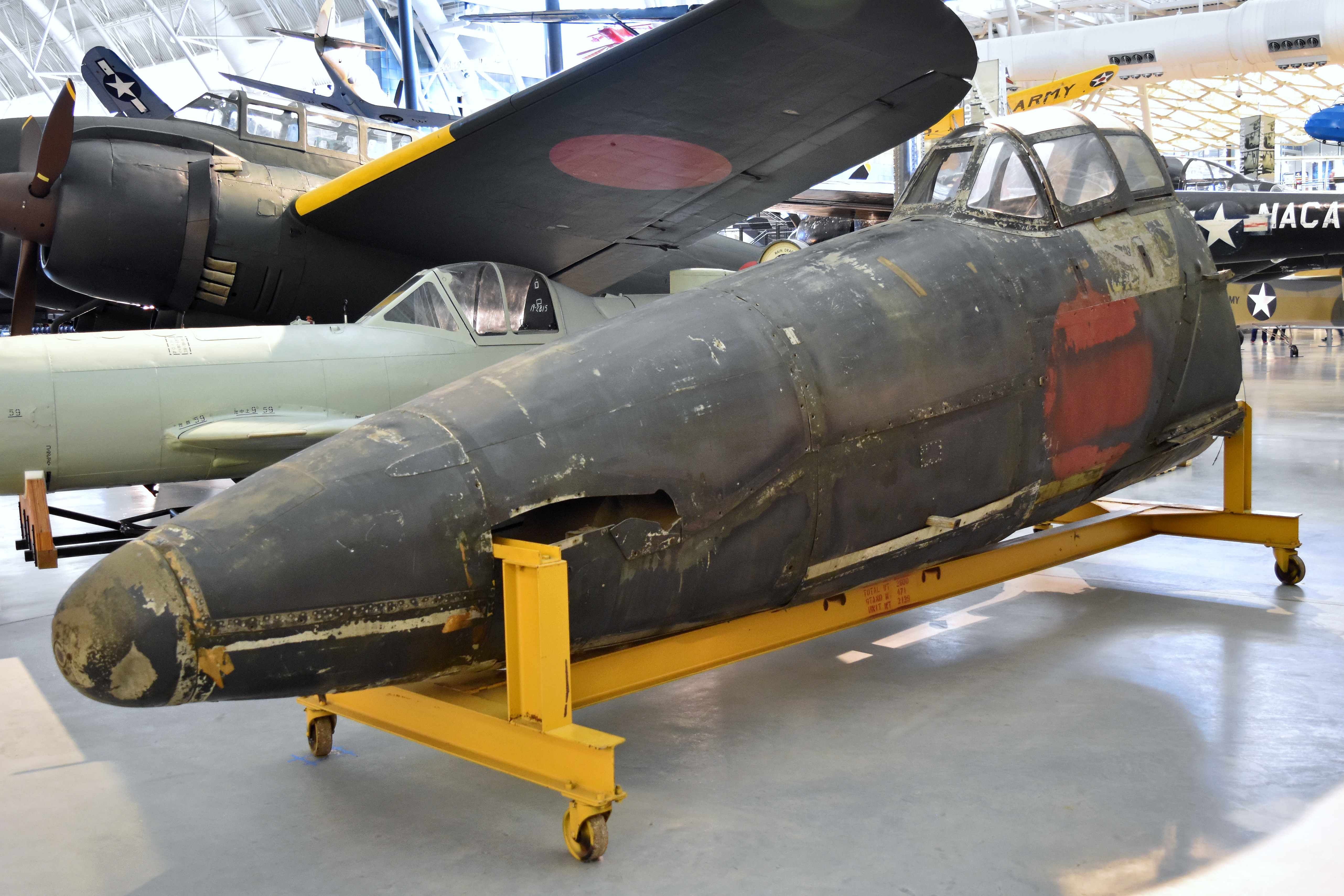
Příď J7W v americkém Steven F. Udvar-Hazy Center

Šinden byl vyvíjen na objednávku japonského císařského námořnictva, jako odpověď na nasazení nových amerických těžkých bombardérů Boeing B-29 Superfortress, jejichž nálety na Japonsko působily značné škody. Přestože byl objednán námořnictvem, měl operovat především z pozemních základen. Aerodynamická koncepce kachního letounu byla před stavbou prototypu testována na kluzácích, označených MXY6.
Křídlo letounu se nacházelo v zadní partii trupu a kachní plochy byly na přídi. Stabilizátory byly v polovině délky křídla. Motor byl umístěný na zádi a poháněl vrtuli, která byla v tlačném uspořádání. Předpokládalo se, že Šinden bude výkonný a obratný přepadový stíhač, ale do konce války vznikly jen dva prototypy a pouze jeden 3. srpna 1945 skutečně vzlétl. Vznikl také projekt proudovým motorem poháněné varianty Šindenu, označené J7W2, ale zůstal jen na papíře.
Dochovaný první prototyp je dnes k vidění v National Air and Space Museum ve Washingtonu D.C.

## Specifikace

### Technické údaje
- Osádka: 1
- Rozpětí: 11,11 m
- Délka: 9,66 m
- Výška: 3,92 m
- Nosná plocha: 20,5 m²
- Hmotnost prázdného letounu: 3645 kg
- Vzletová hmotnost: 4928 kg
- Max. vzletová hmotnost: 5288 kg
- Pohonná jednotka: 1× Micubiši Ha-43 12
- Výkon pohonné jednotky: 2130 hp (1 589 kW)

### Výkony
- Nejvyšší rychlost: 750 km/h
- Dostup: 12 000 m
- Stoupavost: 750 m/min (2460 ft/min)
- Dolet: 850 km

### Výzbroj
- 4 × 30mm kanón typu 5
- až 120 kg pum